# Sanne Weversová
Sanne Weversová (* 17. září 1991 Leeuwarden) je nizozemská reprezentantka ve sportovní gymnastice. Její nejsilnější disciplínou je kladina, kde je po ní také pojmenován jeden cvičební prvek. Trénuje ji otec Vincent Wevers, má sestru-dvojče Lieke, která je rovněž členkou nizozemské gymnastické reprezentace.
Na mezinárodní úrovni soutěží od roku 2007. Vyhrála tři závody Světového poháru na kladině: v roce 2009 v Glasgowě a Moskvě a v roce 2013 v Osijeku. V roce 2012 utrpěla zranění nohy, které ji připravilo o účast na olympiádě. Na mistrovství Evropy ve sportovní gymnastice 2015 získala bronzovou medaili za cvičení na bradlech, na mistrovství světa ve sportovní gymnastice 2015 byla druhá na kladině. Na Letních olympijských hrách 2016 vyhrála na kladině a stala se historicky první nizozemskou olympijskou vítězkou v individuální ženské gymnastické soutěži. S nizozemským ženským družstvem skončila v olympijském finále na sedmém místě. Byla také zvolena nizozemskou sportovkyní roku 2016. Na mistrovství Evropy ve sportovní gymnastice 2018 získala titul na kladině a bronzovou medaili za soutěž družstev.